# 新春グランド歌合戦
『新春グランド歌合戦』（しんしゅんグランドうたがっせん）は、1968年1月6日から同年1月27日までTBS系列局で放送されていたTBS製作の歌謡番組である。

## 概要
各回の出演歌手たちが新年にちなんだ曲を歌っていた番組で、毎回TBSホールでの公開収録を行っていた。出演歌手たちを紅組と白組に分けておきながらも、最終的に得点の多かった歌手1人だけをチャンピオンに認定する方式だった。
TBSほかでは毎週土曜 19:30 - 20:00 （日本標準時）に放送されていたが、同時間帯に自社製作ドラマ『部長刑事』を放送していた朝日放送では3日遅れでの毎週火曜 19:30 - 20:00 に放送されていた。

## 出演者
司会と演奏担当者は1968年1月6日付の東京新聞テレビ欄の番組解説から、各回の出演歌手は各回放送当日付の東京新聞テレビ欄から参考。

### 司会
- 高橋圭三

### 演奏
- スマイリー小原とスカイライナーズ
- チャーリー石黒と東京パンチョス

### 出演歌手
| 回 | 放送日  | 出演歌手 |
| -- | ------- | --- |
| 1  | 1月6日  | - 伊東ゆかり - 梓みちよ - 園まり - 奥村チヨ - 中尾ミエ - ザ・ピーナッツ                                                |
| 2  | 1月13日 | - ジャッキー吉川とブルーコメッツ - ザ・タイガース - ザ・バロン - ほか                                                  |
| 3  | 1月20日 | - 布施明 - 植木等 - 森進一 - 藤田まこと - 谷啓 - 田辺靖雄 - ほか                                                       |
| 4  | 1月27日 | - ジャッキー吉川とブルーコメッツ - ザ・タイガース - ハナ肇とクレージーキャッツ - 園まり - 伊東ゆかり - 中尾ミエ - ほか |

## スタッフ
- 構成：塚田茂
- 制作著作：TBS

| TBS系列 土曜19:30枠 ※朝日放送を除く               | TBS系列 土曜19:30枠 ※朝日放送を除く                 | TBS系列 土曜19:30枠 ※朝日放送を除く              |
| 前番組                                            | 番組名                                              | 次番組                                           |
| ------------------------------------------------- | --------------------------------------------------- | ------------------------------------------------ |
| こりゃまた結構 （1967年10月7日 - 1967年12月30日） | 新春グランド歌合戦 （1968年1月6日 - 1968年1月27日） | お笑い頭の体操 （1968年2月3日 - 1975年12月27日） |